# Eccellenza Umbria 2019-2020
Il campionato italiano di calcio di Eccellenza regionale 2019-2020 è il ventinovesimo organizzato in Italia. Rappresenta il quinto livello del calcio italiano ed il maggiore in ambito regionale.
Questo è il girone unico organizzato dal Comitato Regionale dell'Umbria, che è stato chiuso in anticipo alla 23ª giornata, a causa dell'emergenza sanitaria provocata dal coronavirus.
Il 23 febbraio 2020 si è disputato così, l'ultimo turno di campionato prima del lockdown del 9 marzo 2020, nelle due settimane seguenti infatti, il torneo è rimasto fermo, prima, per la sosta prevista dal calendario, il 1 marzo 2020 e poi, per il rinvio imposto dal Comitato Umbro alle gare dell'8 marzo 2020. Due giorni dopo, in conseguenza di quanto disposto dal Governo con apposito decreto, la FIGC sospendeva tutta l'attività agonistica nazionale per la pandemia di COVID-19. Dopo aver prorogato l'interruzione fino al 13 aprile 2020 e successivamente fino al 3 maggio 2020, il Consiglio Federale decretava il 20 maggio 2020 la chiusura definitiva di tutti i campionati dilettantistici. A seguito di questo provvedimento, la Lega Nazionale Dilettanti, nel riformulare le modalità di promozione e retrocessione dei campionati di Eccellenza, ha deliberato, in data 10 giugno 2020: la promozione in Serie D per le prime classificate di ogni girone e la retrocessione in Promozione per le ultime. Mentre ai singoli comitati territoriali, è stata attribuita una deroga per stabilire i criteri da utilizzare in caso di carenze nell'organico dei campionati della stagione 2020-2021. Sulla base di tali linee guida, il Comitato Regionale Umbria, riunitosi in videoconferenza il 15 giugno 2020, ha deciso di riammettere l'Ellera e conseguentemente di allargare a 18 squadre il successivo torneo.

## Stagione

### Aggiornamenti
Cambio di denominazione:
- da Ducato a Ducato Spoleto.

## Squadre partecipanti
| Club                        | Città                                   | Stadio                                               | Stagione 2018-2019                                  |
| --------------------------- | --------------------------------------- | ---------------------------------------------------- | --------------------------------------------------- |
| Angelana                    | Santa Maria degli Angeli di Assisi (PG) | Stadio Giuseppe Migaghelli                           | 12° in Eccellenza Umbria, salva dopo il play out    |
| Assisi Subasio              | Assisi (PG)                             | Stadio Enzo Boccacci                                 | 11° in Eccellenza Umbria                            |
| Castel del Piano            | Castel del Piano di Perugia             | Stadio Liborio Menicucci                             | 8° in Eccellenza Umbria                             |
| Ducato Spoleto              | San Giacomo di Spoleto (PG)             | Stadio Marco Capitini                                | 7° in Eccellenza Umbria                             |
| Ellera                      | Ellera di Corciano (PG)                 | Stadio Gianfranco Fioroni                            | 14° in Eccellenza Umbria, salvo dopo il play out    |
| Gualdo Casacastalda         | Gualdo Tadino (PG)                      | Stadio Carlo Angelo Luzi                             | 2° in Promozione Umbria/B, promosso dopo i play off |
| Lama                        | Lama di San Giustino (PG)               | Stadio Polchi-Laurenzi                               | 2° in Eccellenza Umbria                             |
| Narnese                     | Narni (TR)                              | Stadio Moreno Gubbiotti                              | 5° in Eccellenza Umbria                             |
| Nestor                      | Marsciano (PG)                          | Stadio Alberto Checcarini                            | 1° in Promozione Umbria/B, promossa                 |
| Orvietana                   | Orvieto (TR)                            | Stadio Luigi Muzi                                    | 6° in Eccellenza Umbria                             |
| Pontevalleceppi             | Ponte Valleceppi di Perugia             | Stadio Giuliano Borgioni                             | 10° in Eccellenza Umbria                            |
| San Sisto                   | San Sisto di Perugia                    | Stadio Comunale                                      | 4° in Eccellenza Umbria                             |
| Spoleto                     | Spoleto (PG)                            | Stadio Comunale Calisto (La Bruna di Castel Ritaldi) | 9° in Eccellenza Umbria                             |
| Tiferno Lerchi              | Lerchi di Città di Castello (PG)        | Stadio Corrado Bernicchi (Città di Castello)         | 1° in Promozione Umbria/A, promosso                 |
| Trasimeno                   | Castiglione del Lago (PG)               | Stadio Roberto Giommoni                              | 2° in Promozione Umbria/A, promossa dopo i play off |
| Vivi Altotevere Sansepolcro | Sansepolcro (AR)                        | Stadio Buitoni                                       | 3° in Eccellenza Umbria                             |

## Classifica finale
|  | Pos. | Squadra                     | Pt | G  | V  | N  | P  | GF | GS | DR  |
|  | ---- | --------------------------- | -- | -- | -- | -- | -- | -- | -- | --- |
|  | 1.   | Tiferno Lerchi              | 44 | 23 | 13 | 5  | 5  | 34 | 23 | +9  |
|  | 2.   | Spoleto                     | 41 | 23 | 11 | 8  | 4  | 32 | 20 | +12 |
|  | 3.   | Narnese                     | 38 | 23 | 11 | 5  | 7  | 34 | 27 | +7  |
|  | 4.   | Nestor                      | 37 | 23 | 10 | 7  | 6  | 22 | 19 | +3  |
|  | 5.   | Orvietana                   | 37 | 23 | 9  | 10 | 4  | 25 | 19 | +6  |
|  | 6.   | Vivi Altotevere Sansepolcro | 35 | 23 | 9  | 8  | 6  | 30 | 25 | +5  |
|  | 7.   | Trasimeno                   | 35 | 23 | 9  | 8  | 6  | 27 | 18 | +9  |
|  | 8.   | Pontevalleceppi             | 33 | 23 | 7  | 12 | 4  | 33 | 22 | +11 |
|  | 9.   | Lama                        | 32 | 23 | 8  | 8  | 7  | 25 | 22 | +3  |
|  | 10.  | Castel del Piano            | 29 | 23 | 7  | 8  | 8  | 28 | 32 | -4  |
|  | 11.  | San Sisto                   | 29 | 23 | 8  | 5  | 10 | 25 | 27 | -2  |
|  | 12.  | Assisi Subasio              | 28 | 23 | 7  | 7  | 9  | 26 | 34 | -8  |
|  | 13.  | Ducato Spoleto              | 27 | 23 | 7  | 6  | 10 | 29 | 35 | -6  |
|  | 14.  | Angelana                    | 26 | 23 | 7  | 5  | 11 | 24 | 27 | -3  |
|  | 15.  | Gualdo Casacastalda         | 14 | 23 | 3  | 5  | 15 | 17 | 38 | -21 |
|  | 16.  | Ellera                      | 11 | 23 | 2  | 5  | 16 | 26 | 49 | -23 |

Legenda:

      Promossa in Serie D 2020-2021.
Regolamento:

Tre punti a vittoria, uno a pareggio, zero a sconfitta.
In caso di pari merito per assegnare il 1º posto (promozione diretta) ed il 16º posto (retrocessione diretta) viene disputata una gara di spareggio in campo neutro.
In caso di arrivo di due o più squadre a pari punti, la graduatoria verrà stilata secondo la classifica avulsa tra le squadre interessate, che prevede in ordine i seguenti criteri: 
- Punti negli scontri diretti
- Differenza reti negli scontri diretti
- Differenza reti generale
- Reti realizzate in generale
- Sorteggio

Nei play off e nei play out vige il criterio dei 9 punti di distacco, soglia al di sopra della quale, la sfida non viene disputata e la squadra meglio classificata, a seconda dei casi, o accede alla fase successiva oppure ottiene la salvezza.
Note:

Lo Spoleto è stato escluso dal successivo campionato per aver rinunciato a presentare la domanda d'iscrizione.

## Risultati

### Tabellone
I match non disputati sono tutti stati annullati, come deciso dal Consiglio Federale della FIGC, a causa della pandemia di COVID-19.
Ogni riga indica i risultati casalinghi della squadra segnata a inizio della riga, contro le squadre segnate colonna per colonna (che invece avranno giocato l'incontro in trasferta). Al contrario, leggendo la colonna di una squadra si avranno i risultati ottenuti dalla stessa in trasferta, contro le squadre segnate in ogni riga, che invece avranno giocato l'incontro in casa.
|                             | ANG  | ASS  | CAS  | DUC  | ELL  | GUA  | LAM  | NAR  | NES  | ORV  | PVC  | SAN  | SPO  | TIF  | TRA  | VAS  |
| --------------------------- | ---- | ---- | ---- | ---- | ---- | ---- | ---- | ---- | ---- | ---- | ---- | ---- | ---- | ---- | ---- | ---- |
| Angelana                    | –––– | 0-1  | 1-2  | 2-1  | 4-1  | n.d. | 0-0  | 2-2  | 2-0  | 1-2  | 2-1  | 1-0  | 3-2  | n.d. | 0-0  | n.d. |
| Assisi Subasio              | 2-0  |      | 3-2  | 1-2  | n.d. | 2-1  | 2-1  | n.d. | 1-4  | 0-0  | 2-0  | 2-1  | 1-1  | 0-1  | n.d. | n.d. |
| Castel del Piano            | n.d. | 1-1  |      | 3-2  | 1-1  | 1-1  | n.d. | 0-1  | 2-0  | 2-0  | 0-2  | n.d. | 1-1  | 1-4  | 1-1  | 0-0  |
| Ducato Spoleto              | 1-0  | n.d. | 0-0  |      | 3-1  | 0-0  | n.d. | 2-4  | n.d. | n.d. | 0-0  | 1-3  | 0-3  | 0-0  | 1-2  | 3-2  |
| Ellera                      | 0-2  | 2-2  | 1-2  | n.d. |      | n.d. | 1-2  | 2-1  | 0-1  | 1-0  | 1-2  | n.d. | 0-2  | 0-1  | 1-2  | 4-5  |
| Gualdo Casacastalda         | 3-1  | n.d. | 1-2  | 1-2  | 3-2  |      | 1-0  | 0-1  | n.d. | n.d. | 0-0  | 0-2  | 0-2  | 0-2  | 1-3  | n.d. |
| Lama                        | n.d. | 0-0  | 1-1  | 2-1  | 3-1  | 1-1  |      | 1-0  | n.d. | 1-1  | n.d. | 1-0  | 0-0  | 2-3  | 0-2  | 2-0  |
| Narnese                     | 2-1  | 1-1  | n.d. | 1-0  | n.d. | 3-1  | 1-0  |      | 2-0  | 2-0  | 1-1  | 1-2  | n.d. | n.d. | 1-1  | 0-2  |
| Nestor                      | 1-0  | 2-0  | n.d. | 1-0  | 1-1  | 2-1  | 2-1  | 1-0  |      | 1-1  | n.d. | 1-0  | 0-0  | 1-2  | n.d. | 0-0  |
| Orvietana                   | 1-0  | 2-1  | 3-1  | 1-1  | 3-1  | 2-1  | 1-1  | n.d. | 1-2  |      | n.d. | 1-0  | 0-0  | 2-0  | n.d. | 1-0  |
| Pontevalleceppi             | n.d. | 0-0  | n.d. | 4-3  | 1-1  | 5-0  | 0-1  | 3-3  | 1-1  | 1-1  |      | 1-1  | n.d. | 4-0  | 1-1  | 0-0  |
| San Sisto                   | n.d. | 2-1  | 1-2  | 0-1  | 3-2  | 1-1  | n.d. | 1-3  | n.d. | n.d. | 1-3  |      | 2-1  | 2-3  | 0-0  | 0-0  |
| Spoleto                     | 1-0  | 5-1  | 2-1  | n.d. | 1-1  | 1-0  | n.d. | 1-3  | 1-0  | 0-0  | 3-1  | n.d. |      | 1-4  | 2-1  | 1-0  |
| Tiferno Lerchi 1919         | 1-1  | n.d. | 1-0  | n.d. | 4-1  | n.d. | 1-1  | 2-1  | 2-0  | n.d. | 0-2  | 0-0  | 1-1  |      | 1-0  | 1-2  |
| Trasimeno                   | 2-0  | 4-1  | n.d. | 1-1  | n.d. | 1-0  | 0-2  | 3-0  | 0-0  | 2-2  | n.d. | 0-1  | n.d. | 1-0  |      | 0-1  |
| Vivi Altotevere Sansepolcro | 1-1  | 2-1  | 4-2  | 3-4  | n.d. | 2-0  | 3-2  | n.d. | 1-1  | 0-0  | 0-0  | 1-2  | n.d. | n.d. | 1-0  |      |